# Phaonia bicolorantis
Phaonia bicolorantis är en tvåvingeart som beskrevs av Xue, Wang och Du 2006. Phaonia bicolorantis ingår i släktet Phaonia och familjen husflugor. Inga underarter finns listade i Catalogue of Life.